# Dianthivora
Dianthivora là một chi bướm đêm thuộc họ Noctuidae.